# 弗洛贝克
弗洛贝克（法語：Flobecq，法語發音：[flɔbɛk] ⓘ，荷蘭語發音：[ˈvlusˌbɛrx]）是比利时瓦隆大区埃諾省阿特区的一个语言便利市镇，北与弗拉芒大區东佛兰德省接壤，面积23.00平方千米，人口3,420人（2018年1月1日）。弗洛贝克是比利时法语社群的一部分，当地居民多数使用法语，少数使用荷蘭語，市政部门为使用荷兰语的少数人士提供荷兰语服务。